# Andrea Schera
Andrea Schera (Palermo, 1 de septiembre de 1997) es un deportista italiano que compite en piragüismo en la modalidad de aguas tranquilas.
Ganó una medalla de plata en el Campeonato Mundial de Piragüismo de 2022 y dos medallas en el Campeonato Europeo de Piragüismo, en los años 2022 y 2024.

## Palmarés internacional
| Campeonato Mundial | Campeonato Mundial | Campeonato Mundial | Campeonato Mundial |
| Año                | Lugar              | Medalla            | Competición        |
| ------------------ | ------------------ | ------------------ | ------------------ |
| 2022               | Halifax (Canadá)   | Medalla de plata   | K2 1000 m          |
| Campeonato Europeo |                    |                    |                    |
| Año                | Lugar              | Medalla            | Competición        |
| 2022               | Múnich (Alemania)  | Medalla de bronce  | K2 1000 m          |
| 2024               | Szeged (Hungría)   | Medalla de oro     | K2 1000 m          |